# Eupithecia circumacta
Eupithecia circumacta är en fjärilsart som beskrevs av Louis Beethoven Prout 1958. Eupithecia circumacta ingår i släktet Eupithecia och familjen mätare. Inga underarter finns listade i Catalogue of Life.